# Zyprischer Fußballpokal 2019/20
Der Zyprische Fußballpokal 2019/20 war die 78. Austragung des zyprischen Pokalwettbewerbs. Er wurde vom zyprischen Fußballverband ausgetragen. Das Finale sollte im Mai 2020 im GSP-Stadion von Nikosia stattfinden. Wegen der COVID-19-Pandemie wurde der Wettbewerb nach dem Viertelfinale (26. Februar 2020) erst unterbrochen und dann auf einer Sitzung am 15. Mai 2020 für beendet erklärt. Ein Pokalsieger wurde nicht gekürt.

## Modus
Die Begegnungen der 1. Runde wurden in einem Spiel ausgetragen. Bei unentschiedenem Ausgang gab es eine Verlängerung von zweimal 15 Minuten und gegebenenfalls ein Elfmeterschießen. Die Begegnungen der 2. Runde und dem Viertelfinale wurden in Hin- und Rückspiel ausgetragen. Bei Torgleichheit entschied zunächst die Anzahl der auswärts erzielten Tore, danach eine Verlängerung und falls erforderlich ein Elfmeterschießen.

## Teilnehmer
Es nahmen nur Mannschaften der ersten beiden Ligen teil.
| First Division (12)                                                                                             | First Division (12) | Second Division (10)                                                                             | Second Division (10)                                                                              |
| --- | --- | ------------------------------------------------------------------------------------------------ | ------------------------------------------------------------------------------------------------- |
| - AEK Larnaka 1 - AEL Limassol 1 - Anorthosis Famagusta 1 - APOEL Nikosia 1 - Apollon Limassol - Doxa Katokopia | - Enosis Neon Paralimni - Ethnikos Achnas - Nea Salamis Famagusta 1 - Olympiakos Nikosia - Omonia Nikosia 1 - Paphos FC | - Akritas Chlorakas - Alki Oriklini 1 - AO Agia Napa - Aris Limassol - Digenis Akritas Morphou 1 | - Ermis Aradippou 1 - Karmiotissa FC 1 - Onisilos Sotira 2014 - Othellos Athienou - PO Xylotymbou |

## 1. Runde
In dieser Runde traten 6 Teams der Second Division und 6 Teams der First Division an.
|                      | Ergebnis |                       |
| -------------------- | -------- | --------------------- |
| Onisilos Sotira 2014 | 1:5      | Ethnikos Achnas       |
| Olympiakos Nikosia   | 5:3      | PO Xylotymbou         |
| AO Agia Napa         | 0:3      | Paphos FC             |
| Othellos Athienou    | 2:3      | Enosis Neon Paralimni |
| Apollon Limassol     | 5:1      | Aris Limassol         |
| Akritas Chlorakas    | 0:7      | Doxa Katokopia        |

## 2. Runde
In dieser Runde stiegen weitere 6 Teams der First Division (AEK, AEL, Anorthosis, APOEL, Nea Salamis, Omonia) und 4 Teams der Second Division (Alki Oriklini, Ermis, Karmiotissa, Digenis Akritas).
|                         | Gesamt |                       | Hinspiel | Rückspiel |
| ----------------------- | ------ | --------------------- | -------- | --------- |
| AEK Larnaka             | 4:0    | Karmiotissa FC        | 3:0      | 1:0       |
| Enosis Neon Paralimni   | 1:3    | Doxa Katokopia        | 0:2      | 1:1       |
| Alki Oriklini           | 2:7    | AEL Limassol          | 1:5      | 1:2       |
| Paphos FC               | 1:3    | Nea Salamis Famagusta | 0:1      | 1:2       |
| Ermis Aradippou         | 0:8    | Omonia Nikosia        | 0:5      | 0:3       |
| Olympiakos Nikosia      | 0:3    | Anorthosis Famagusta  | 0:0      | 0:3       |
| Apollon Limassol        | 3:1    | APOEL Nikosia         | 1:0      | 2:1       |
| Digenis Akritas Morphou | 0:6    | Ethnikos Achnas       | 0:3      | 0:3       |

## Viertelfinale
|                      | Gesamt    |                       | Hinspiel | Rückspiel |
| -------------------- | --------- | --------------------- | -------- | --------- |
| Omonia Nikosia       | 5:2       | Doxa Katokopia        | 4:1      | 1:1       |
| AEL Limassol         | (a)1:1(a) | AEK Larnaka           | 0:0      | 1:1 n. V. |
| Anorthosis Famagusta | 3:1       | Nea Salamis Famagusta | 1:1      | 2:0       |
| Apollon Limassol     | 3:2       | Ethnikos Achnas       | 2:0      | 1:2 n. V. |

## Halbfinale
|                  | Gesamt   |                      | Hinspiel | Rückspiel |
| ---------------- | -------- | -------------------- | -------- | --------- |
| Apollon Limassol | abgesagt | AEL Limassol         | -:-      | -:-       |
| Omonia Nikosia   | abgesagt | Anorthosis Famagusta | -:-      | -:-       |